# A
La a és la primera lletra de l'alfabet llatí bàsic, i dels alfabets derivats d'aquest. En l'alfabet fonètic internacional representa la vocal oberta anterior no arrodonida /a/. En l'ortografia de nombroses llengües d'escriptura llatina té aquest mateix valor. En català el seu nom és del gènere femení i el seu plural és as.

## Història
| Jeroglífic egipci (Fonograma d'A) | Escriptura hieràtica Fonograma d'A | Protosemític (cap d'ur) | Fenici Alep | Grec Alfa | Etrusc A | Llatí A |
| --------------------------------- | ---------------------------------- | ----------------------- | ----------- | --------- | -------- | ------- |
| \| \|                             |                                    |                         |             |           |          |         |
|                                   |                                    |                         |             |           |          |         |

La lletra A prové de la lletra grega alfa (Α α), que al seu torn prové de "alep" (Ф), la primera lletra de l'alfabet fenici. Alep podria provenir del pictograma del cap d'un bou en l'escriptura protosinaítica. Els fenicis, precisament, van nomenar a aquesta lletra 'Aleph', que significa "bou" en fenici, per la seva semblança al capdavant d'un bou. La forma d'aquest pictograma procedeix de l'antiga escriptura hieràtica egípcia, que representava el cap del déu Apis (un bou amb banyes), i que es mostra en la figura.
En l'idioma fenici i altres llengües semítiques, alep representava una Oclusiva glotal sorda. Quan els antics grecs van adoptar l'alfabet fenici, al no usar aquest so, van crear una adaptació d'aquest signe per representar la vocal /a/, i li van donar el nom similar d'«alfa». En les inscripcions gregues primerenques després de l'edat fosca, que daten del segle viii aC, la forma d'aquesta lletra s'assembla a la seva predecessora alep: Amb forma d'una "a" majúscula que descansa sobre el seu costat esquerre. Però en l'alfabet grec de temps posteriors generalment sembla una «a» moderna, si bé encara es distingeixen moltes varietats locals que es diferencien per l'escurçament d'una cama o el canvi d'angle de la barra que travessa el centre.
Els etruscs van portar l'alfabet grec a la seva civilització en la Península Itàlica i no van canviar aquesta lletra. Després els romans van adoptar l'alfabet etrusc per escriure el llatí, i la lletra resultant va ser preservada en l'alfabet llatí.

### Variants tipogràfiques

Tipus d'escriptura de la "a de caixa baixa" o "a minúscula":1.
La primera amb un cap unit a un asta vertical que es perllonga cap amunt en un braç que forma un contrapunxó obert.2.
La segona formada simplement per un anell unit a un asta vertical per la part dreta.

Durant l'era romana eren variades les formes d'escriure la lletra "a"; l'estil que va prevaler va ser el monumental o lapidari, usat per a textos inscrits en pedra o altres mitjans "permanents". Per als mitjans peribles usats diàriament per utilitat, s'usava un estil que es va passar a anomenar «cursiva», que va sobreviure fins als nostres dies, existint avui la lletra majúscula cursiva, minúscula cursiva i minúscula semicursiva. També va haver-hi variants intermèdies entre l'estil cursiu i el monumental, en les quals s'inclou la primerenca cal·ligrafia semiuncial, la uncial i la posterior semiuncial.
En caure l'Imperi Romà d'Occident (segle v), van aparèixer moltes variants de la cursiva minúscula en l'est d'Europa. Entre aquestes es trobava la semicursiva minúscula d'Itàlia, l'escriptura merovíngia a França, l'escriptura visigòtica a Espanya i la insular o semicursiva hiberno-saxona de Gran Bretanya. Al segle ix, l'escriptura carolíngia, molt similar a la d'ara, va ser la predilecta en la producció de llibres, abans de l'arribada de la impremta.
En la Itàlia del segle xv van néixer dues variants tipogràfiques conegudes avui dia. Ambdues, la "cursiva" i la "romana" van ser derivades de l'escriptura carolíngia. La forma itàlica de la "a" minúscula, usada en l'escriptura manual, consisteix en un anell o cercle pegat a un asta vertical per la dreta: "ɑ", anomenada "alfa llatina". Mentre que la majoria dels escrits "impresos" o no manuals usen l'estil romà, que consisteix en un petit bucle unit a un asta que es perllonga en un braç arquejat: "a" en tots dos estils l'A majúscula es manté inalterable: "A".
Aquestes dues formes van sorgir, ja que en l'escriptura manual grega, era comuna escriure la "a" majúscula unint la cama esquerra i la barra horitzontal amb un sol traç, formant un bucle; com queda demostrat en versió uncial mostrada més avall. Moltes fonts de lletra van començar llavors a escriure verticalment la cama esquerra. En algunes d'aquestes, la cama dreta de la lletra es va convertir en un arc per la part de dalt i en unes altres només es va mantenir unit al bucle, que es va començar a escriure més arrodonit, resultant en les dues formes esmentades.

## Ús

### Gràfic
La "A" representa:

La lletra "A" majúscula en el símbol tradicional de l'anarquia.

La lletra "a" minúscula en símbol arrova.

La "A escarlata", símbol del moviment ateu Out Campaign.

- En la notació anglosaxona, a la nota musical "la".
- En la notació fonètica:
  - En X-SAMPA, una vocal oberta posterior no arrodonida.
  - Molts sinòlegs usen el símbol no oficial "ᴀ", una "A" petita per representar una vocal oberta central no arrodonida.
- A diversos centres educatius del món, una nota qualificativa dins d'un sistema basat en lletres que van de la "A" a la "F", i en el qual "A" és la major nota possible.
- A un tipus de pila.
- En medicina, a una vitamina, l'A.
- En geometria, s'usa per denotar línies, segments, vèrtexs, angles, etc.
- En física:
  - La unitat d'intensitat de corrent elèctric, l'ampere.
  - La constant de proporcionalitat, el coeficient d'Einstein.
- En bioquímica:
  - Un grup sanguini en el qual els glòbuls vermells només porten aglutines A.
  - Un aminoàcid, l'alanina.
  - Una de les cinc bases nitrogenades que formen part dels àcids nucleics, l'adenina.

La "a" representa:
- En notació fonètica:
  - En l'Alfabet Fonètic Internacional i en X-SAMPA: Una vocal oberta anterior no arrodonida /a/ i una vocal oberta posterior no arrodonida /ɑ/.
  - En l'alfabet fonètic internacional, una vocal oberta central no arrodonida.
- En matemàtiques:
  - En àlgebra, representa un valor constant.
  - A la mesura d'extensió, l'àrea.
  - Al prefix "atto", que representa la quantitat 10-18.
  - En el sistema hexadecimal, el valor de 10.

## Freqüència d'aparició
La 'A' és la segona lletra que es repeteix amb més freqüència en català, darrera de la E. En castellà és la més emprada, en anglès la tercera més usada, amb una freqüència de 8% i en francès es troba en segon lloc amb un ús de 7.6%. En els textos alemanys té una freqüència de 6,51%, figurant en el sisè lloc, i en portuguès és la tercera lletra més usada, amb freqüència relativa de 36,8%.

## Fonts

Diferents formes estilitzades d'escriure la "lletra llatina a minúscula".

## Codis en computació
| Caracter                       | A                          | A                          | a                          | a                          |
| ------------------------------ | -------------------------- | -------------------------- | -------------------------- | -------------------------- |
| Nom Unicode                    | Lletra llatina A majúscula | Lletra llatina A majúscula | Lletra llatina a minúscula | Lletra llatina a minúscula |
| Codificació                    | decimal                    | hexadecimal                | decimal                    | hexadecimal                |
| Unicode                        | 65                         | O+0041                     | 97                         | O+0061                     |
| UTF-8                          | 65                         | 41                         | 97                         | 61                         |
| Referència de caràcter numèric | &#65;                      | &#x41;                     | &#97;                      | &#x61;                     |
| família EBCDIC                 | 193                        | C1                         | 129                        | 81                         |
| ASCII nota                     | 65                         | 41                         | 97                         | 61                         |

La lletra "A" majúscula (per "As") en les cartes de la baralla, on té el valor d'1.

Nota: També per a codificacions basades en ASCII, incloent DOS, Windows, ISO-8859 y les famílies de codificacions de Macintosh.

## Representacions alternatives
Segons alfabets especials la lletra ha pres diferents formes o valors, a continuació es representen algunes de les seves variades formes:
- En alfabet fonètic aeronàutic se li assigna la paraula "Alfa".
- En codi Morse és: • —

La bandera de corneta blava i blanc, que representa a lletra 'A' i que és usada en el Codi Internacional de Senyals, significa "Tinc bus submergit; mantingui's ben allunyat de mi i a poca,velocitat".

## Lletres i caràcters relacionats
- А, а : La lletra ciríl·lica.
- Ä, a : Un caràcter usat en molts alfabets.
- Å: Una lletra usada com a vocal usada en diversos idiomes.
- Æ: La lletra llatina Ash.
- Ă: Una, A amb breu, usada en l'idioma romanès.
- Ą : Una A amb colita, lletra usada en diversos idiomes.
- Ã : Una A amb virgulilla, usada, en alguns llenguatges.